# エル＝ファーシル
エル＝ファーシル（Al-Fashir, Al Fāshir, El Fāsher、アラビア語：الفاشر ）は、スーダン共和国北ダルフール州の州都。
スーダン北西部に位置するダルフール地方の大都市で、ニャラの北東195kmに位置する。
2012年の人口は26万3243人で、ダルフール紛争以前の2001年推計値の17万8500人から増加している。

## 概要
海抜約700mに位置する。歴史的なキャラバンの拠点で、この町は周辺地域で産する穀物や果実を扱う農業市場である。
エルファシルは道路によってジュナイナや Umm Kaddadah と結ばれている。
アメリア・イアハートが世界一周を目指した飛行中に訪れた町のひとつである。

## 歴史
18世紀の末、ダルフール王国のスルターン、アブドッラフマーン（アッ＝ラシード）が首都をこの町に置き、町はスルタンの宮殿を中心に発達した。
2021年12月28日、市内に存在した国際連合世界食糧計画の倉庫3棟が略奪者による襲撃を受け、食料5000トン、倉庫の骨組みまでが奪われた。